# La Nou de Gaià
La Nou de Gaià est une commune de la province de Tarragone, en Catalogne, en Espagne, de la comarque de Tarragonès.